# Trachycera pseudodichromella
Trachycera pseudodichromella är en fjärilsart som beskrevs av Hiroshi Yamanaka 1980. Trachycera pseudodichromella ingår i släktet Trachycera och familjen mott. Inga underarter finns listade i Catalogue of Life.